# جاين فرانسيس دي شانتال
جين فرانسيس دي شانتال (23 يناير 1572 - 13 ديسمبر 1641) وُلدت باسم جان فرانسواز فريميوت، كانت أرملة وراهبة كاثوليكية فرنسية نبيلة، طُوبت في عام 1751، وأُعلن عن قداستها في عام 1767. أصبحت رهبنة زيارة القديسة مريم. الرهبانية تقبل النساء اللواتي رفضتهن الرهبانية الأخرى بسبب سوء الصحة أو السن.
انتقدها الناس فقالت شانتال: "ماذا تريدون مني أن أفعل؟ أنا أحب المرضى بنفسي؛ وأنا في صفهم". وخلال السنوات الثمانية الأولى، كانت الرهبانية الجديدة غير عادية في تواصلها مع الجمهور، بالعكس من أغلب الراهبات الإناث اللاتي بقينا منعزلات وتبنين الممارسات الزهدية الصارمة.
ولدت جين فرانسيس دي شانتال في ديجون، [[فرنسا]، في 23 يناير 1572، وهي ابنة الرئيس البرلمان الملكي في بورغوندي ، بينيني فريميوت وزوجته مارغريت دي بيربيسي. كان عمها لأبيها رئيس دير فال دي شو. أصبح شقيقها أندريه رئيس أساقفة بورجيه (1602-1621).
توفيت والدتها عندما كانت في عمر 18 شهرًا. وكان والدها هو صاحب التأثير الرئيسي على تعليمها. لقد تطورت إلى امرأة ذات جمال وذوق رفيع.

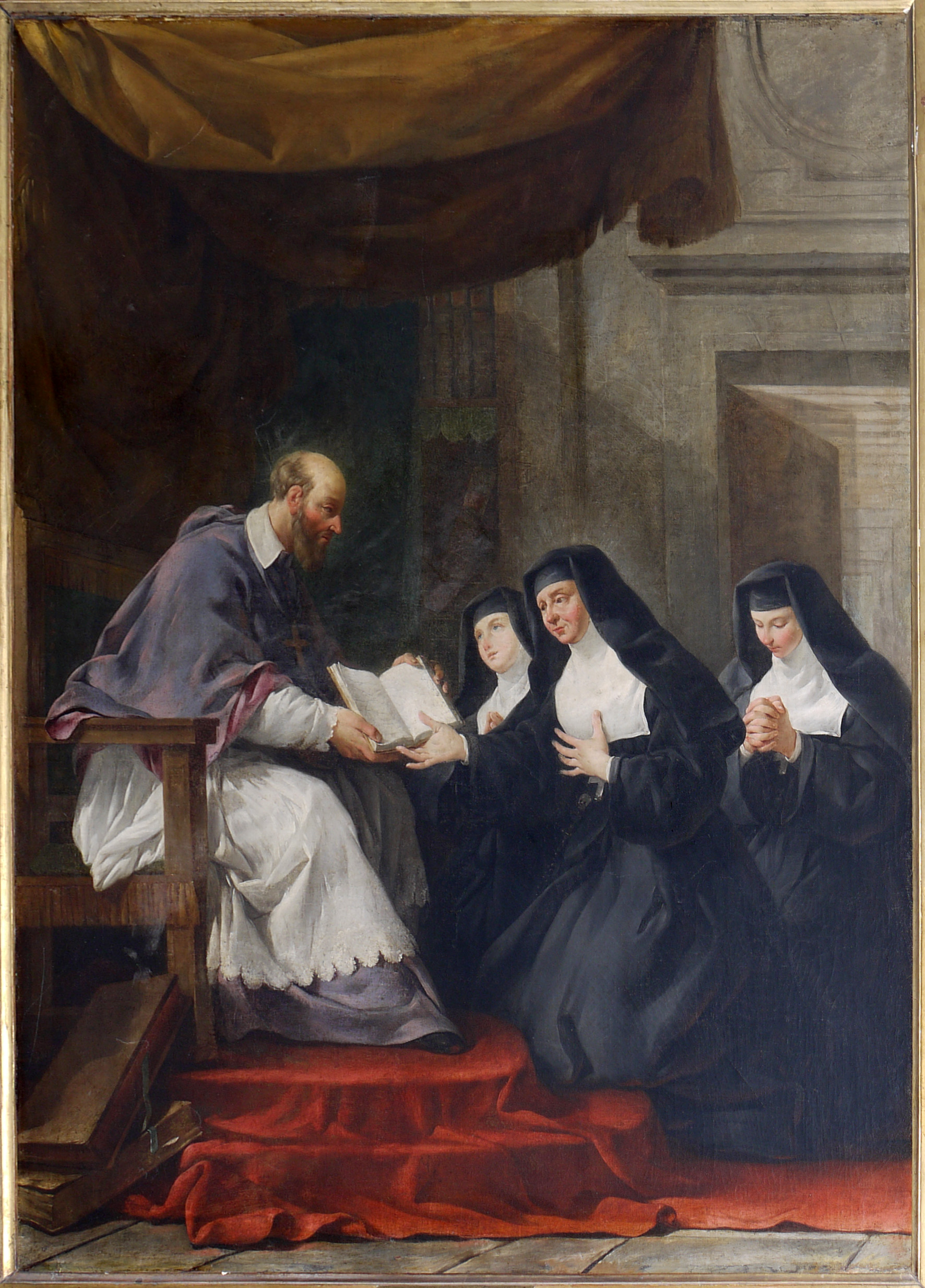
القديس فرانسيس دي سال يعطي القديسة جان دي شانتال قانون رهبنة زيارة مريم العذراء.